# Moustérien de type Ferrassie
Le Moustérien de type Ferrassie (MTF) est l'un des différents faciès culturels et technologiques du Moustérien, la principale manifestation culturelle du Paléolithique moyen en Eurasie (environ 300 000 à 30 000 ans BP).

## Chronologie et caractéristiques
Le Moustérien de type Ferrassie a d'abord été défini par François Bordes au début des années 1950. 
Il est caractérisé par l'utilisation massive de la méthode Levallois.